# Campeonato Mundial de Clubes de la FIVB de 2010
El Campeonato Mundial de Clubes de la FIVB de 2010 fue la sexta edición del Campeonato Mundial de Clubes de la FIVB. Fue realizado en Doha, Catar entre el 15 y 21 de diciembre de 2010. En la reedición de la final de la edición anterior el Trentino Volley de Italia revalidó título derrotando por 3-1 a los polacos del Skra Belchatow, convirtiéndose en el primer equipo en repetir título en la historia de la competición.

## Fase a Grupos

### Sorteo
Los ocho equipos son sorteados en dos grupos de 4 equipos, avanzando a la siguiente ronda los dos mejores de cada grupo. En semifinales la ganadora del grupo A se enfrentará a la segunda del grupo B y la primera del grupo B a la segunda del grupo A. Los ganadores de ese partidos disputarán la final por el título, los perdedores la final por la 3° plaza.
- GRUPO A
  -  Al-Arabi (Equipo organizador)
  -  Al-Ahly (Campeón de África 2009/2010)
  -  Paykan Teherán (Campeón de Asia 2009/2010)
  -  Skra Belchatow (Wild Card, 3° en la CEV Champions League 2009/2010)

- GRUPO B
  -  Team Paul Mitchell (Representante de NORCECA)
  -  Trentino Volley (Campeón Mundial de Clubes 2009 y Campeón de Europa 2009/2010)
  -  Drean Bolívar (Campeón de Sudamérica 2009/2010)
  -  Dinamo Moscú (Wild card, Subcampeón de Europa 2009/2010)

### Grupo A
| Pos. | Equipo         | Pts | PG | PP | SG | SP | PG  | PP  |
| ---- | -------------- | --- | -- | -- | -- | -- | --- | --- |
| 1.º  | Skra Belchatow | 6   | 3  | 0  | 9  | 2  | 259 | 210 |
| 2.º  | Paykan Teherán | 5   | 2  | 1  | 8  | 4  | 281 | 247 |
| 3.º  | Al-Arabi       | 4   | 1  | 2  | 4  | 7  | 239 | 256 |
| 4.º  | Al-Ahly        | 3   | 0  | 3  | 1  | 9  | 184 | 250 |

| Fecha           |                | Res   |                | Set 1 | Set 2 | Set 3 | Set 4 | Set 5 | Total   |
| --------------- | -------------- | ----- | -------------- | ----- | ----- | ----- | ----- | ----- | ------- |
| 15 de diciembre | Al-Ahly        | 1-3   | Al-Arabi       | 17–25 | 27–25 | 17–25 | 20–25 | —     | 81–100  |
| 16 de diciembre | Skra Belchatow | 3 - 2 | Paykan Teherán | 24–26 | 25–21 | 25–22 | 20–25 | 15–12 | 109–106 |
| 17 de diciembre | Al-Ahly        | 0 - 3 | Paykan Teherán | 20–25 | 19–25 | 19–25 | —     | —     | 58-75   |
| 17 de diciembre | Skra Belchatow | 0 -3  | Al-Arabi       | 25–22 | 25–22 | 25–15 | —     | —     | 75–59   |
| 19 de diciembre | Skra Belchatow | 3 - 0 | Al-Ahly        | 25–13 | 25–10 | 25–22 | —     | —     | 75-45   |
| 19 de diciembre | Paykan Teherán | 3 - 1 | Al-Arabi       | 25–15 | 25–22 | 25–27 | 25–16 | —     | 100–80  |

### Grupo B
| Pos. | Equipo             | Pts | PG | PP | SG | SP | PG  | PP  |
| ---- | ------------------ | --- | -- | -- | -- | -- | --- | --- |
| 1.º  | Trentino Volley    | 6   | 3  | 0  | 9  | 1  | 250 | 208 |
| 2.º  | Drean Bolívar      | 5   | 2  | 1  | 7  | 5  | 274 | 276 |
| 3.º  | Dinamo Moscú       | 4   | 1  | 2  | 4  | 6  | 232 | 226 |
| 4.º  | Team Paul Mitchell | 3   | 0  | 3  | 1  | 9  | 204 | 250 |

| Fecha           |                    | Res   |                    | Set 1 | Set 2 | Set 3 | Set 4 | Set 5 | Total  |
| --------------- | ------------------ | ----- | ------------------ | ----- | ----- | ----- | ----- | ----- | ------ |
| 15 de diciembre | Team Paul Mitchell | 1 -3  | Drean Bolívar      | 25–23 | 25–27 | 19–25 | 21–25 | —     | 90–100 |
| 16 de diciembre | Trentino Volley    | 3 -0  | Dinamo Moscú       | 25–21 | 25–23 | 27–25 | —     | —     | 77–69  |
| 17 de diciembre | Dinamo Moscú       | 3 - 0 | Team Paul Mitchell | 25–16 | 25–14 | 25–23 | —     | —     | 75–53  |
| 17 de diciembre | Trentino Volley    | 3 - 1 | Drean Bolívar      | 25–16 | 25–15 | 23–25 | 25–22 | —     | 98–78  |
| 19 de diciembre | Dinamo Moscú       | 1 - 3 | Drean Bolívar      | 22–25 | 22–25 | 25–21 | 19–25 | —     | 88–96  |
| 19 de diciembre | Trentino Volley    | 3 - 0 | Team Paul Mitchell | 25–22 | 25–19 | 25–20 | —     | —     | 75–61  |

## Fase final

### Cuadro de campeonato
|  | Semifinales     | Semifinales     |   |               | Final           | Final           |  |
|  | 20 de diciembre | 20 de diciembre |   |               | 20 de diciembre | 20 de diciembre |  |
|  |                 |                 |   |               |                 |                 |  |
|  |                 |                 |   |               |                 |                 |  |
|  | Skra Belchatow  | 3               |   |               |                 |                 |  |
|  | Drean Bolívar   | 0               |   |               |                 |                 |  |
|  |                 |                 |   |               |                 |                 |  |
|  |                 |                 |   |               |                 |                 |  |
|  |                 |                 |   |               | Skra Belchatow  | 1               |  |
|  |                 | Trentino Volley | 3 |               |                 |                 |  |
|  |                 |                 |   |               |                 |                 |  |
|  |                 |                 |   |               |                 |                 |  |
|  |                 |                 |   |               | Tercer lugar    |                 |  |
|  |                 |                 |   |               |                 |                 |  |
|  | Trentino Volley | 3               |   | Drean Bolívar | 2               |                 |  |
|  | Paykan Teherán  | 0               |   |               | Paykan Teherán  | 3               |  |

### Semifinales
| Fecha           |                 | Res   |                | Set 1 | Set 2 | Set 3 | Set 4 | Set 5 | Total |
| --------------- | --------------- | ----- | -------------- | ----- | ----- | ----- | ----- | ----- | ----- |
| 20 de diciembre | Skra Belchatow  | 3 - 0 | Drean Bolívar  | 27-25 | 25-18 | 25-15 | —     | —     | 77-58 |
| 20 de diciembre | Trentino Volley | 3 - 0 | Paykan Teherán | 25-23 | 25-19 | 25-17 | —     | —     | 75-59 |

### Tercer puesto
| Fecha           |               | Res   |                | Set 1 | Set 2 | Set 3 | Set 4 | Set 5 | Total   |
| --------------- | ------------- | ----- | -------------- | ----- | ----- | ----- | ----- | ----- | ------- |
| 21 de diciembre | Drean Bolívar | 2 - 3 | Paykan Teherán | 25-23 | 25-23 | 23-25 | 20-25 | 13-15 | 106-111 |

### Final
| Fecha           |                | Res   |                 | Set 1 | Set 2 | Set 3 | Set 4 | Set 5 | Total |
| --------------- | -------------- | ----- | --------------- | ----- | ----- | ----- | ----- | ----- | ----- |
| 21 de diciembre | Skra Belchatow | 1 - 3 | Trentino Volley | 22–25 | 19–25 | 25–20 | 16-25 | —     | 82–95 |

### Campeón
| Campeón del Mundo por Clubes de 2010 |
| ------------------------------------ |
| Trentino Volley 2º Título            |

## Premios y reconocimientos
- Mejor jugador:  Osmany Juantorena (Trentino Volley)[3]
- Máximo anotador:  Bazargarde Seyed Mehdi (Paykan Teherán)
- Mejor atacante:  Osmany Juantorena (Trentino Volley)
- Mejor bloqueador:  Mousavi Eraghi Seyed Mohammad (Paykan Teherán)
- Mejor servidor:  Luciano De Cecco (Drean Bolívar)
- Máximo armador:  Raphael Vieira de Oliveira (Trentino Volley)
- Mejor libero:  Paweł Zatorski (Skra Belchatow)